# Aeroporto ed eliporto militare di Vibo Valentia
L'aeroporto "Luigi Razza" è stato un aeroporto militare ed è attualmente un eliporto militare gestito dall'Arma dei Carabinieri, situato nel comune di Vibo Valentia in Calabria, intitolato all'omonimo giornalista vibonese.

## Storia
L'aeroporto fu edificato nel 1935 e il 1 Agosto 1938 fu intitolato al ministro dei lavori pubblici Luigi Razza. 
Durante la Seconda Guerra Mondiale fu un'importante infrastruttura militare ed a seguito dello Sbarco in Sicilia fu ripetutamente bombardato dagli alleati.
Nel 1968 l'Arma dei Carabinieri vi impiantò l'8º Nucleo Elicotteri e successivamente il 14º Battaglione Carabinieri "Calabria"
L'eliporto, fino al 2017, è stato sede del Gruppo operativo Calabria ed è, attualmente, la sede dello Squadrone eliportato carabinieri cacciatori "Calabria" dell'Arma dei Carabinieri.